# Tribolonotus gracilis
Tribolonotus gracilis — вид сцинкоподібних ящірок родини сцинкових (Scincidae). Ендемік Нової Гвінеї.

## Опис
Довжина сцинка Tribolonotus gracilis (без урахування хвоста) становить 8—11 см, разом з хвостом — 17—20 см. Від інших представників роду вид відрізняється чотирма рядами великих лусок на спині, у інших видів таких лусок лише 1—2 ряди. Самці набуваються статевої зрілості у віці 3 років. Між 3 і 4 пальцями задніх лап у них є майже білі пори. Хвіст зверху темний, знизу плавно набуває світлішого забарвлення. Самиці набувають статевої зрілості у віці 4—5 років. Зміна кольору хвоста в них більш різка, а на підборідді є помітна жовто-оранжева пляма.

## Поширення і екологія
Tribolonotus gracilis мешкають на півночі Нової Гвінеї, а також на сусідніх островах Блуп-Блуп, Каркар, Манам, Мушу і Каїріру. Вони живуть у вологих гірських рівнинних лісах, серед гнилої деревини, трапляються на плантаціях.